# 黃廷鑑
黄廷鉴（1762年—？），字琴六，自号拙经逸叟。相关昭文（今江苏常熟）人。清朝藏书家、校勘家。
黄叶坤之子，後為黄叔灿嗣子。乾隆五十五年（1790年）诸生。早年師從赵同翮、王庭筠，擅长考证学，终生以校勘为業。有《第六弦溪集》、《琴川三志补记》等。